# Jarlaplan

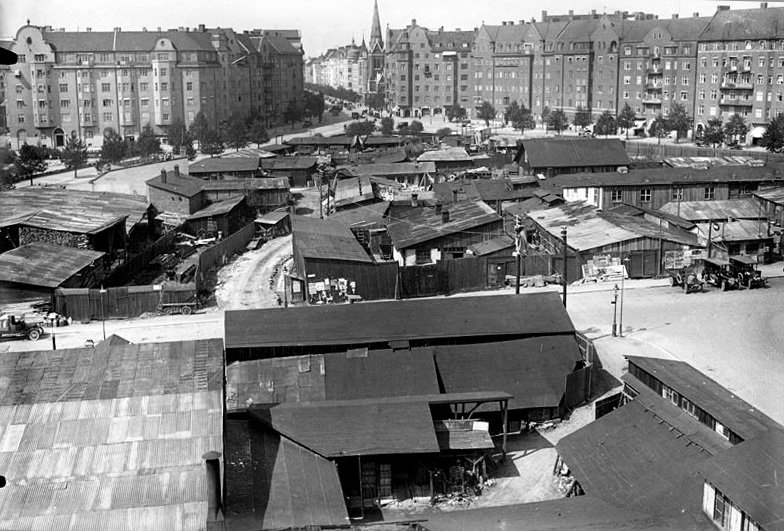
Jarlaplan och kvarteret Träskfloden i början av 1900-talet.

Jarlaplan är en öppen plats och mindre gata i Vasastan i centrala Stockholm där Birger Jarlsgatan möter Roslagsgatan.

## Historik

### Träskängen bebyggs
Området vid Jarlaplan kallades vid 1800-talet slut Träskängen, efter de sista sanka resterna av den tidigare sjön Stora Träsket som under århundradena innan fyllts ut med avfall, latrin och sprängsten och bland annat nyttjats som tobaksplantage. I dessa av stadens utkanter hade man 1890 rest Högre realläroverket på Norrmalm (idag Norra Real), där tidigare kvarnen Jan Erss stått.. I kvarteren söderut låg Stockholms Nya Spårvägsaktiebolags spårvagnshallar och stallar, och här slutade då spårvägen. Platsen namngavs 1909 och omfattade vid denna tid även det obebyggda kvarteret Träskfloden mellan Birger Jarlsgatan och Karlavägen.

### Monumentala hus blandat med kåkbebyggelse
Längs platsens norra sida i kvarteret Muraren byggdes 1914-1916 de monumentala och påkostade bostadshus som än idag bildar fond bakom träd och plantering. Husen ritades av arkitektbyrån Höög & Morssing och är samtida med arkitektbyråns hus på andra sidan Karlavägen i Lärkstaden. Mellan Karlavägen och Birger Jarlsgatan i kvarteret Träskfloden dominerade dock småskalig industri i kåkbebyggelse till följd av de dåliga markförhållandena. I området öppnade flera av Stockholms tidiga bensinstationer, bland andra Krooks Petroleums anläggning i hörnet av Birger Jarlsgatan och Kungstensgatan från 1926.

### Borgarskolan och bussterminal
I början av 1930-talet fick kåkbebyggelsen lämna plats för Stockholms borgarskola (idag Viktor Rydbergs gymnasium) utmed Kungstensgatan. Anläggningen i tjugotalsklassicism ritades av Knut Nordenskjöld. Den park som idag går under namnet Ellen Keys park anlades i anslutning till skolan och Träskfloden omdanades till bussterminal, med busspaviljong för Stockholms Läns Omnibus och senare SL. Busstrafiken dominerade platsen i många årtionden fram till början av 1980-talet då den flyttats annorstädes och endast en stor parkeringsplats återstod.

### Stadsförnyelse i slutet av 1900-talet
År 1988 utlyste Stockholms stad en markanvisningstävling för kvarteret Träskfloden. Tävlingen vanns av Södergruppen arkitekter tillsammans med Andersson Fastigheter och då byggnaderna stod färdiga sju år senare hade en av de större kompletteringarna av innerstaden genomförts. Kvarteret innehöll 191 bostäder. Arkitekturen anpassades till omgivningen med vertikal fasadindelning, entréer från gatan i den stenklädda bottenvåningen som innehöll butiker. Till skillnad mot Lärkstadens tunga mörka tegelfasader putsades husen i olika ljusa nyanser. Projektet var kontroversiellt då det tog den öppna platsen i anspråk, men belönades med Stockholmspriset 1996.
Området kring Jarlaplan förtätades ytterligare 1995-96 då Borgarskolan utökades med en byggnad för Balettakademin vilken ritades av Martin Wulff.
Under 2018 flyttades skulpturen Drottningen och hennes skepp av Björn Erling Evensen till områdets park, efter att från 1969 ha stått vid Stureplan.

## Bildgalleri

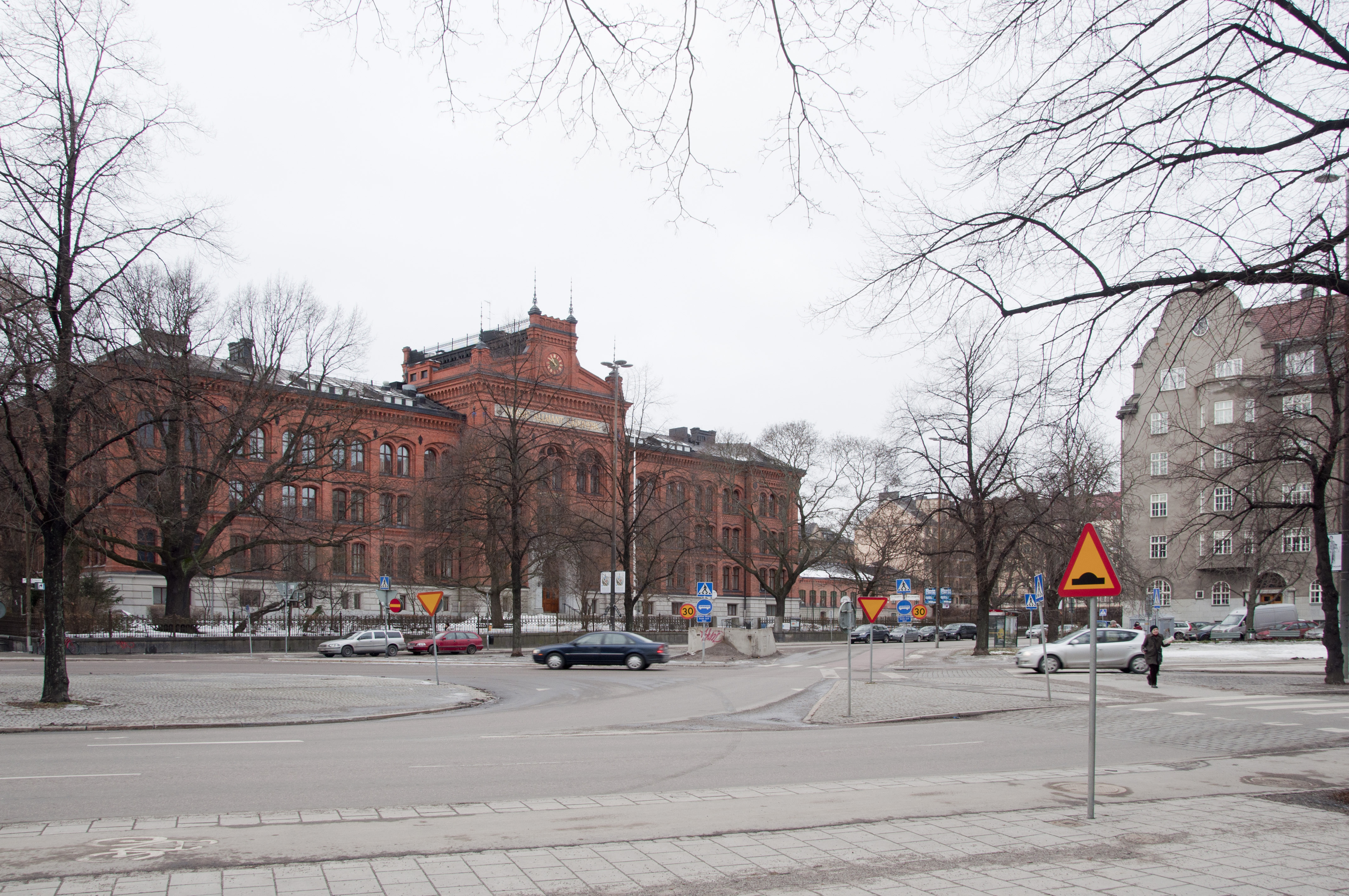
Jarlaplan med Norra real
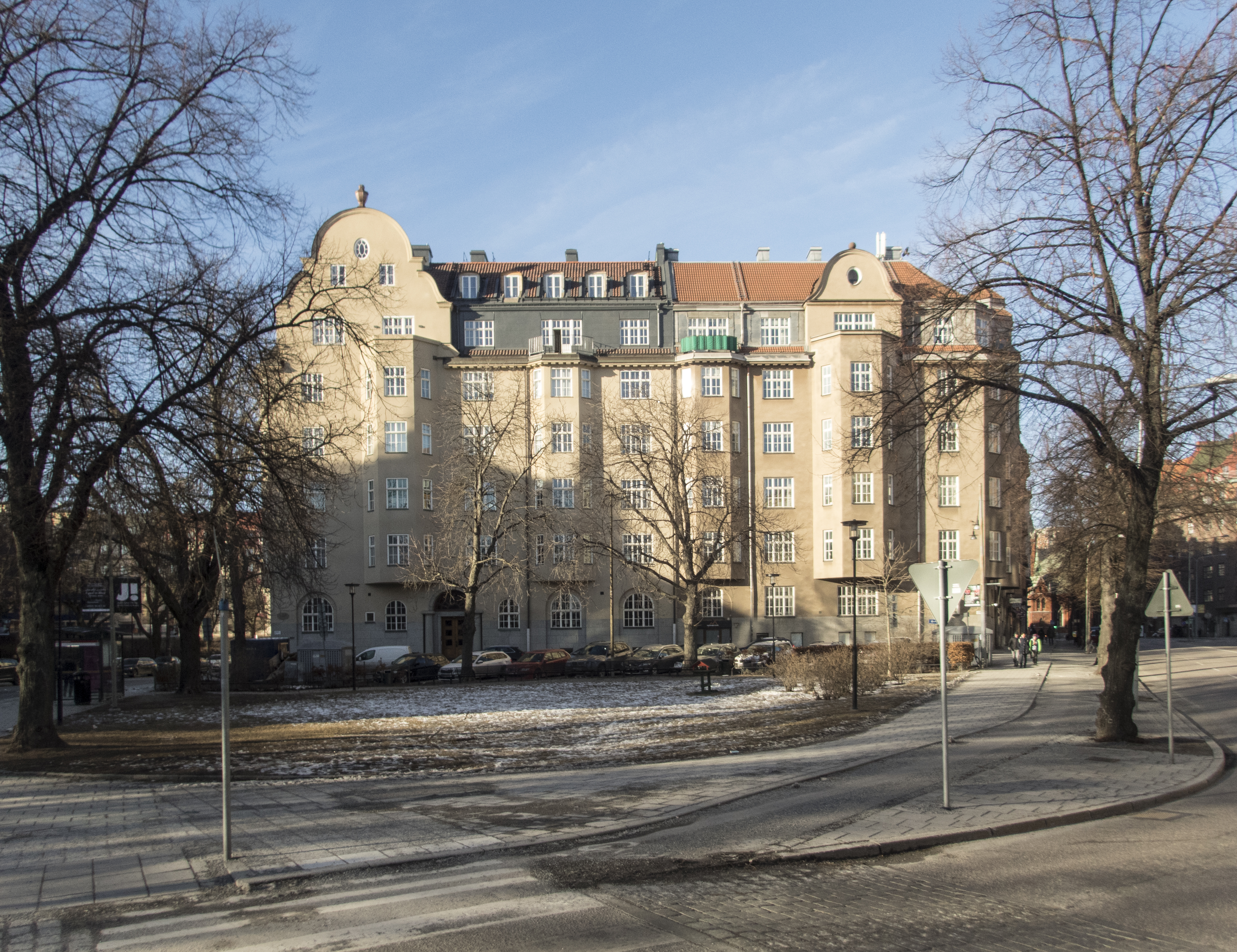
Kvarteret Muraren
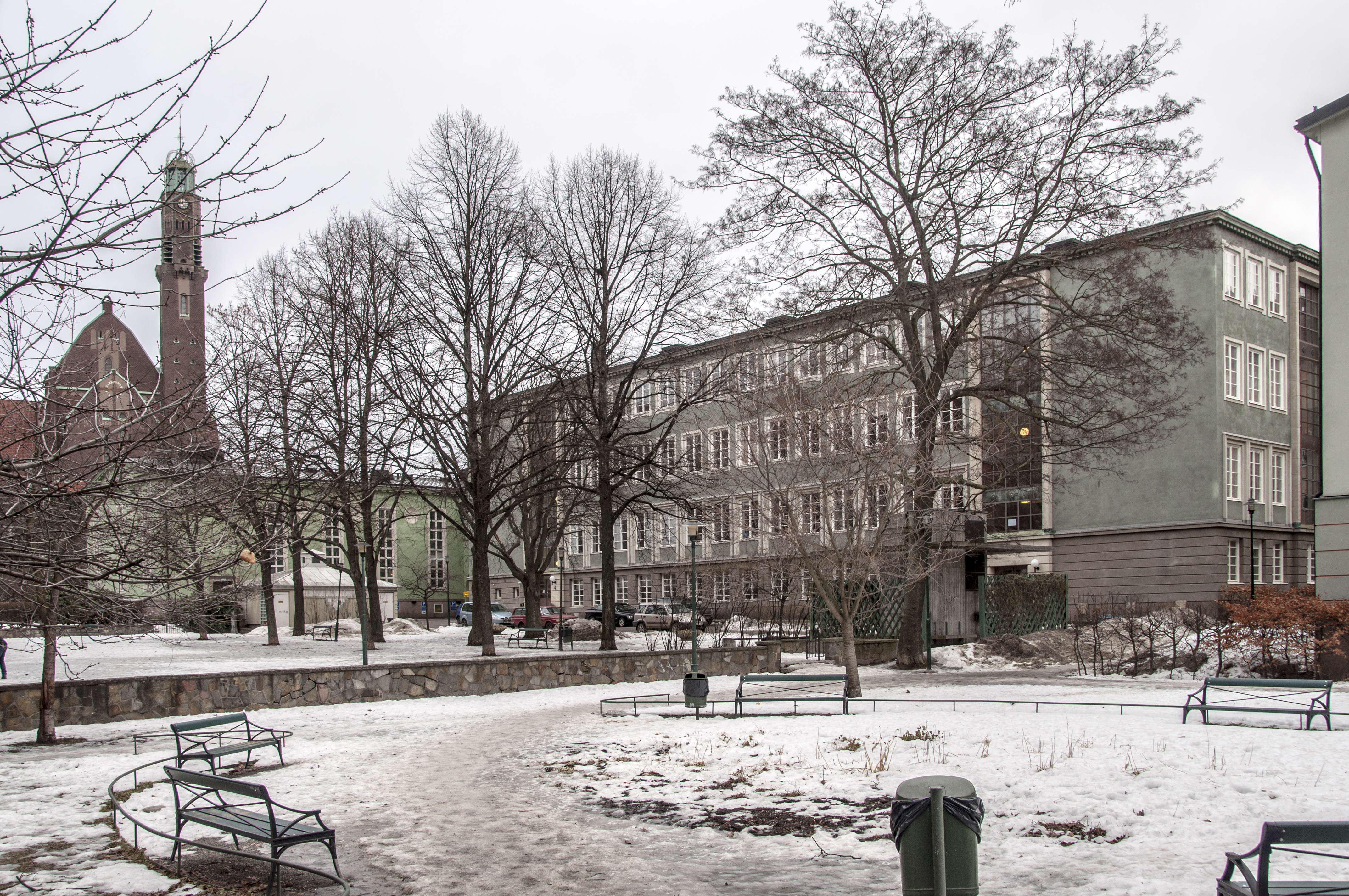
Borgarskolan och Ellen Keys park
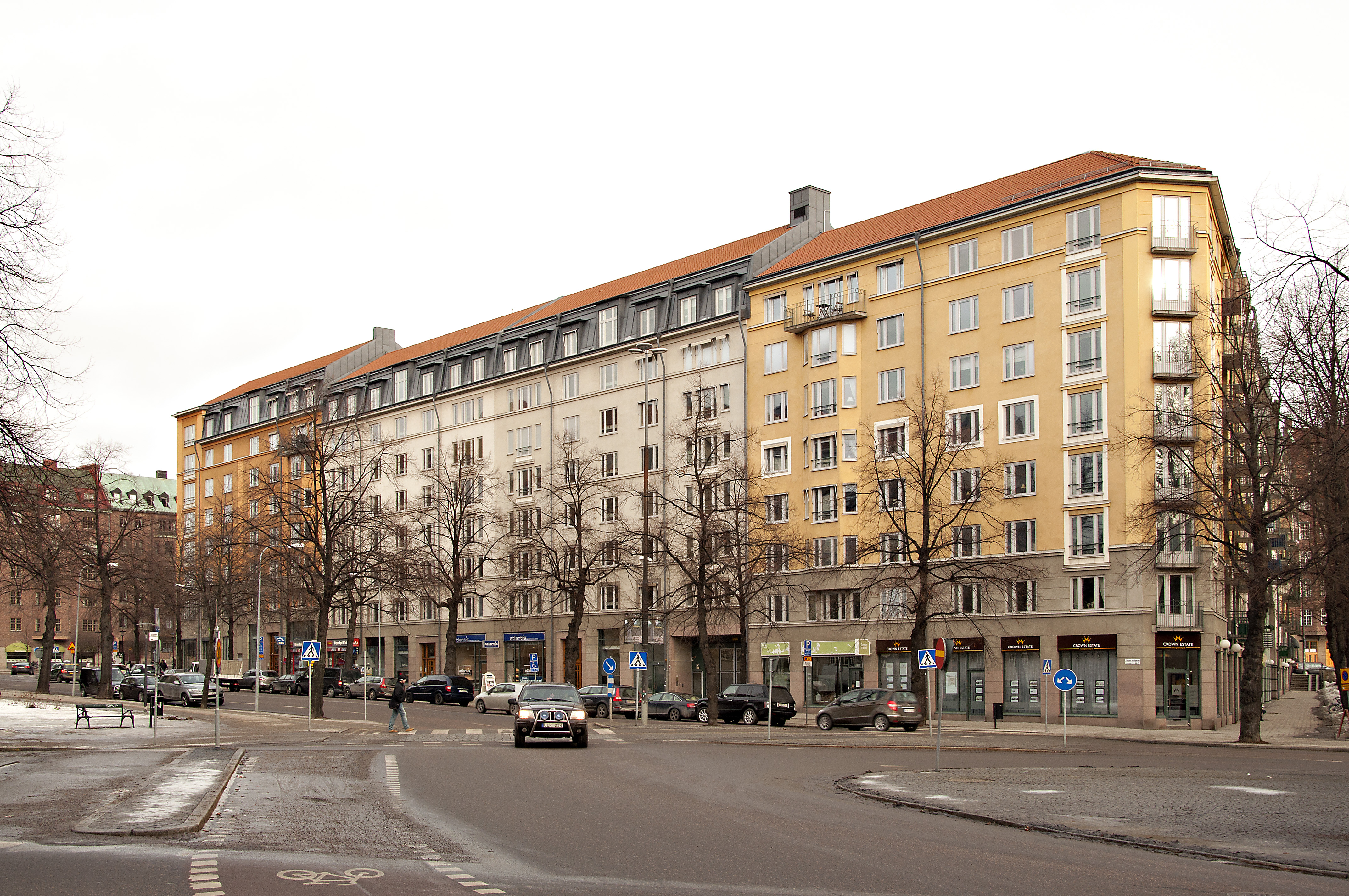
Kvarteret Träskfloden